# La leonessa di Castiglia
La leonessa di Castiglia (La leona de Castilla) è un film del 1951 diretto da Juan de Orduña.

## Trama
Il principale leader dei Comuneros Juan de Padilla, viene giustiziato alla presenza della moglie María de Pacheco, decidendo così di vendicare la sua morte con il figlio, lottando contro la tirannia del re Carlo V divenendo "Leona de Castilla".